# Chimá, Córdoba
Chimá là một khu tự quản thuộc tỉnh Córdoba, Colombia. Thủ phủ của khu tự quản Chimá đóng tại Chimá Khu tự quản Chimá có diện tích 335 ki lô mét vuông. Đến thời điểm ngày 28 tháng 5 năm 2005, khu tự quản Chimá có dân số 11153 người.